# Olivier Bracke
Olivier Bracke (1991) is een Vlaams acteur. Hij is geboren te Antwerpen en verhuisde in 2021 naar Amsterdam.
Bracke studeerde aan de Antwerpse kunsthumaniora en de Fontys Hogeschool voor de Kunsten waar hij in 2014 afstudeerde.
Hij maakte onderdeel uit van ensemble en swing in de Studio 100-musical '14-'18 en was ensemble en understudy van Slijmjurk en Slijmbal in de Disney Theatrical-musical The Little Mermaid.
Olivier Bracke speelde gastrollen in de televisieseries De Ridder, Prinsessia, Familie, De regel van 3S en De zonen van Van As. Als stemacteur vertolkte hij de Nederlandse stem van Steeljaw in Transformers: Robots in Disguise (2015).